# Francesco Ghiretti
Francesco Ghiretti (Chieti, 18 ottobre 1916 – Padova, 16 maggio 2002) è stato un fisiologo e biologo italiano.

## Biografia
Frequenta le scuole secondarie a Chieti dove rimane affascinato dalle materie tecniche e scientifiche. Si iscrive alla facoltà di medicina a Roma, ma dopo due anni opta per Scienze Naturali e si laurea nel 1940.
Dal 1946 al 1953 è assistente di fisiologia generale presso le Università di Roma e di Napoli.
Dal 1952 al 1954 lavora presso il laboratorio dell'Istituto di Biochimica dell'Università di Chicago diretto dal professor Guzman Barron e presso il Physiology Department di Biologia Marina di Woods Hole.
Dal 1954 al 1961 è ricercatore presso la Stazione Zoologica di Napoli in qualità di capo del Reparto di Fisiologia di quell'Istituto.
Nel 1960 ritorna negli Stati Uniti presso il laboratorio del Professor Arthur Martin a Seattle
Nel 1962 è professore associato all'Università Duke, in Carolina del Nord, su invito del prof. K.M. Wilbur.
Viene quindi nominato professore straordinario di fisiologia generale all'Università di Sassari, direttore del laboratorio di Radio-Biologia del CNEN (ora ENEA) e direttore dell'istituto di fisiologia generale.
Nel 1963 è Visiting Professor all'Università di Oslo nell'ambito del progetto di relazioni culturali Italo-Norvegesi.
Nel settembre del 1966 organizza il primo simposio di fisiologia e biochimica delle emocianine, presso la Stazione Zoologica di Napoli;  prima di una serie di conferenze sui pigmenti respiratori degli invertebrati.
Dal 1966 al 1968 è professore ordinario di fisiologia generale all'Università di Bari e dal 1969 al 1988 all'Università di Padova.
Sempre a Padova è direttore del centro del CNR, per lo studio della Fisiologia e biochimica delle emocianine e delle altre metalloproteine e nello stesso periodo è anche direttore dell'Istituto di Biologia Animale
Nel 1992 è nominato professore emerito della facoltà di Scienze dell'Università di Padova.
Francesco Ghiretti è autore di oltre un centinaio di pubblicazioni su riviste scientifiche, monografie, trattati e direttore di collane di testi scientifici.
Ha ricevuto la medaglia d'oro del Ministero della Pubblica Istruzione "per meriti eccezionali nel campo dell'educazione, della cultura e dell'arte".

## Pubblicazioni su riviste scientifiche
- Ghiretti F, Salvato B, Carlucci S, De Pieri R. Manganese in Pinna nobilis. Experientia. Feb 1972; 28(2): 232-3
- (EN)  Salvato B, Zatta P, Ghiretti-Magaldi A, Ghiretti F. On the active site of hemocyanin. FEBS LETT. May 1973; 32(1): 35-6
- (EN)  Salvato B, Ghiretti-Magaldi A, Ghiretti F. Acid-base titration of hemocyanin from Octopus vulgaris Lam. BIOCHEMISTRY-US. Nov 1974; 13(23): 4778-83
- (EN)  Salvato B, Ghiretti-Magaldi A, Ghiretti F. Hemocyanin of Octopus vulgaris. The molecular weight of the minimal functional subunit in 3 M urea. Biochemistry-US. Jun 1979; 18(13): 2731-6
- (EN)  Ghiretti F., Cephalotoxin: the Crab-paralysing Agent of the Posterior Salivary Glands of Cephalopods Nature 183, 1192 - 1193 (25 April 1959)
- (EN)  F.Ghiretti, A.Ghiretti-Magaldi. Crisis in Italian universities  Nature 259, 444 - 444 (12 Feb 1976)
- (EN)  F.Ghiretti. Cephalotoxin: the Crab-paralysing Agent of the Posterior Salivary Glands of Cephalopods  Nature 183, 1192 - 1193 (25 Apr 1959)
- (EN)  Ghiretti-Magaldi A, Giuditta A, Ghiretti F, Pathways of terminal respiration in marine invertebrates. I. The respiratory system in Cephalopods. J.Cell Phisiol.1958 Dec;52(3):389-429.
- (EN)  Ghiretti F. The decomposition of hydrogen peroxide by hemocyanin and by its dissociation products. Arch Biochem Biophys. 1956 Jul;63(1):165-76.
- (EN)  A Ghiretti-Magaldi, C Nuzzolo, F Ghiretti. Chemical Studies on Hemocyanins. I. Amino Acid Composition  Biochemistry, 1966 - Vol. 5, No. 6, J un 1966
- (EN)  Ghiretti F. Toxicity of octopus saliva against crustaces. Ann N Y Acad Sci. 1960 Nov 17;90:726-41.
- (EN)  V. Erspamer, F Ghiretti. The action of enteramine on the heart of molluscs. J Physiol.1951 Dec 28;115(4):470-81.
- (EN)  Rocca E. Ghiretti F. Purification and properties of D-glutamic acid oxidase from Octopus vulgaris Lam. Arch Biochem Biophys. 1958 Oct;77(2):336-49.
- (EN)  Ghiretti F., Barron ES.  The pathway of glucose oxidation in Corynebacterium creatinovorans. Biochim Biophys Acta. 1954 Dec;15 (4):445-60.
- (EN)  F. Ghiretti, A. Ghiretti-Magaldi,  Luisa Tosi. Pathways of terminal respiration in marine invertebrates The Journal of General Physiology, 1959
- (EN)  L. Tosi, F Ghiretti.  A study of cytochrome h. Arch Biochem Biophys. 1961 May;93:399-406.
- (EN)  Z. M. Bacq and Fr. Ghiretti. Vasomotor phenomena in cephalopods  J Physiol. 1951 May 28; 113(4): 525-527.

## Libri
- L'ambiente interno e la sua regolazione negli animali e nell'uomo , Padova, CLEUP, 1979.
- Argomenti di fisiologia comparata, Vol. 1 ,  Padova, CLEUP, 1979.
- Fisiologia generale e animale, Torino, UTET, 1977.
- L'origine della vita sulla terra (in coll. con G. Tamino), Padova, Piccin-Nuova Libraria, 1978.
- Fisiologia generale e animale, Vol 2, (in coll. con V. Albergoni), Torino, UTET, 1982.
- Gli animali marini velenosi e le loro tossine (in coll. con L. Cariello),  Padova, Piccin-Nuova Libraria, 1984.
- I pesci elettrici, Bologna,  Edagricole, 1996.
- La mangusta e il cobra. Scritti di storia (in)naturale, (a cura di O.Longo) , Pisa, ETS, 2004.